# Oryzorictes
Oryzorictes is een geslacht van zoogdieren dat behoort tot de familie Tenreks (Tenrecidae). Het geslacht bevat twee soorten die beide, zoals alle tenreks, endemisch zijn in Madagaskar. Het geslacht werd voor het eerst wetenschappelijk beschreven door Alfred Grandidier in 1870.

## Soorten
Het geslacht telt de volgende twee soorten:
- Oryzorictes hova A. Grandidier, 1870 – Rijsttenrek
- Oryzorictes tetradactylus Milne-Edwards & A. Grandidier, 1882 – Viervingerige rijsttenrek